# Isra et Miraj
« Voyage nocturne » redirige ici. Pour le titre de livre, voir Wolfgang Hildesheimer (auteur) et Gabrielle Wittkop (traductrice).

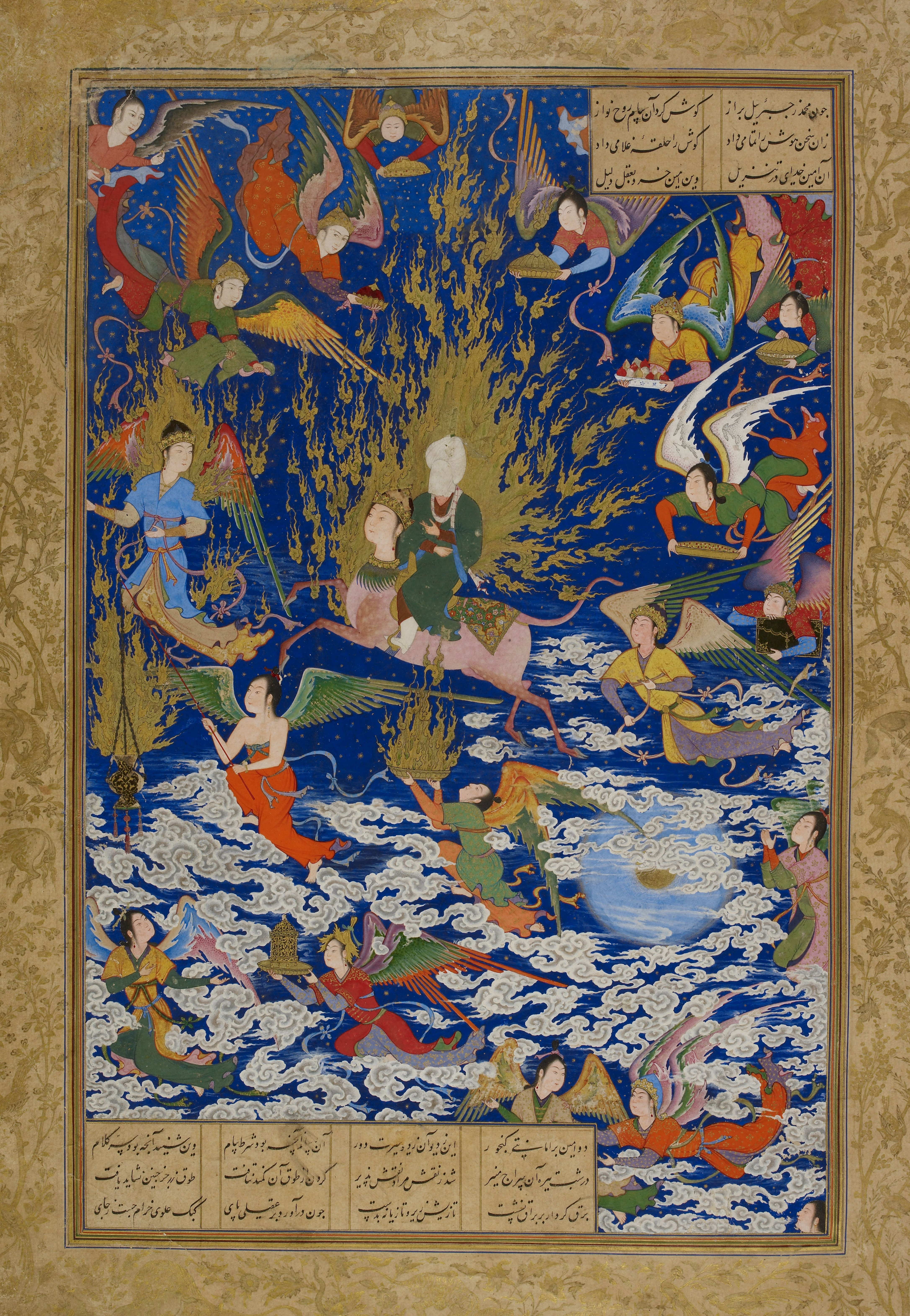
Une miniature persane du XVIe siècle célébrant l'ascension de Mahomet aux cieux.

L'isrâ' (en arabe : إسراء « voyage nocturne », venant du verbe سرى [sara'a], « voyager la nuit ») est, pour les musulmans, le voyage nocturne du prophète Mahomet de La Mecque à Jérusalem. Il est suivi par le Miraj (معراج, « échelle, ascension »), moment où, selon la tradition musulmane,
Mahomet est monté aux cieux en compagnie de l'ange Gabriel (en arabe : ملك جبريل, malak Jibrīl) sur une monture appelée Bouraq (بُرَاق). La tradition situe cet événement au 27 rajab de l'an 2 avant l'hégire, soit autour de l'année 620 de l'ère chrétienne, et le commémore durant la « nuit de l'ascension » (Lailat al-Miraj).
L'Islam des premiers temps ne mentionne pas la destination, mais une tradition apparue dès le VIIIe siècle (qui ne s'est toutefois véritablement développée qu'après la première domination croisée sur Jérusalem, fin du XIe siècle-début du XIIe siècle) donne la destination comme étant le mont Al-Aqsa à Jérusalem faisant ainsi de celle-ci la troisième ville sainte de l'Islam,,.

## Sources
Le voyage nocturne se fonde sur le verset 1 de la sourate 17, « Le voyage nocturne » du Coran, qui dit: 

« Gloire à celui qui a fait voyager de nuit son serviteur de la Mosquée sacrée à la Mosquée très éloignée dont nous avons béni l'enceinte, et ceci pour lui montrer certains de nos Signes. Dieu est celui qui entend et qui voit parfaitement. »

— Coran, XVII, 1, Traduction D. Masson.
D'autres versets (1-18 de la sourate 53, « L'Étoile », et la sourate 71 « Noé », 19-25) ont été lus comme des compléments de celui-ci, qui décrivent le phénomène sans le nommer précisément.
L'événement est ensuite développé dans tous les grands recueils de hadith, dans les commentaires du Coran comme celui de Tabari, et dans une littérature spécialisée (kutub al-miraj, livres du miraj). Le plus ancien est l'œuvre du chiite Hisham ibn Salim Jawaleqi, disciple des cinquième et sixième imams (Muhammad al-Baqir et Jafar al-Sadiq), et consiste en une compilation de traditions.
La littérature relative au miraj dépasse rapidement le cercle des religieux et des théologiens, et se développe ensuite comme un genre littéraire arabe (genre des qisas al-miraj, histoires du miraj), dont les plus représentatifs sont: 
- al-Isra wa'l-miraj attribué au compagnon du Prophète Ibn Abbas (m. 67/686) mais sans doute apocryphe.
- kitab al-miraj d'Abu'l-Qasim Abd al-Karim Qosayri (m. 465/1073), théologien et mystique shafiite
- kitab qissat al-miraj de Abu'l-Hasan Ahmad ibn Abdallah Bakri (VIIe/XIIIe s.), très proche du récit du pseudo Ibn Abbas
- al-Ibtihak bi'l-kalam ala'l-isra wa'l miraj de Muhammad ibn Ahmad ibn Ali Gayti (m. 984/1576), traditionniste shafiite[7].

Des éléments existent aussi dans d'autres types d’œuvres : récits des prophètes, histoires générales, littérature de l'apocalypse et de la résurrection, littérature des mirabilia. La biographie de Mahomet par Ibn Hisham et le commentaire du Coran de Tabari détaillent ainsi l'événement.
La littérature persane a également développé le thème du miraj dans sa poésie mystique, comme dans le Khamseh de Nezami.

## Description du voyage
L'ensemble des récits de l'isra et du miraj rapportent une même succession d'événements :
- Mahomet, qui dort à la Mecque près de la Ka'bah, est réveillé par l’ange Gabriel ;
- il accomplit le voyage vers la mosquée la plus éloignée (nommée masjed al Aqsa dans le Coran, en référence au mont Al Aqsa à Jérusalem) sur Bouraq, une espèce de cheval surnaturel. En route, Mahomet rencontre des puissances bonnes et mauvaises, visite Hébron et Bethléem ;
- arrivé à Jérusalem, il rencontre les Prophètes Abraham, Moïse et Jésus, et dirige leur prière ;
- il monte dans les sept cieux par une « échelle » ou toujours sur Bouraq ;
- il visite les sept cieux. Au ciel inférieur, il rencontre Adam, au second Jésus ('Issa) et Jean le Baptiste (Yahya), au troisième il vit Joseph fils de Jacob (Yusuf), au quatrième, Hénoch (Idris), au cinquième, Aaron (Haroun), au sixième, Moïse (Moussa) et enfin, au septième ciel, c'est au tour d'Abraham (Ibrahim). Il atteint ensuite un lieu où il entend le bruit des calames qui écrivent la destinée ;
- il rencontre Dieu et discute avec Lui le nombre de prières quotidiennes. Moïse participe à la discussion et encourage Mahomet à demander une réduction du nombre de prières de cinquante à cinq, ce qui est fait après plusieurs aller-retour, sans que ces prières perdent de valeur ;
- il revient à la Mecque, où son récit est accueilli avec scepticisme par ses proches, hormis Abu Bakr[10].

Des détails, variantes et compléments nombreux existent dans les textes. Bukhari fait par exemple mention du Lotus des confins, Sidrat al-Muntaha et de la visite du Paradis par Mahomet ; certains textes évoquent aussi une visite des enfers. Les modalités du réveil de Mahomet varient : parfois, l'archange Gabriel est accompagné de Michel et ouvre le toit de la maison.

## Évolution des interprétations
L'isra et le miraj ont suscité beaucoup de commentaires et d'exégèses de la part des savants musulmans. Trois interprétations du verset XVII, 1 peuvent être distinguées. Toutes s'accordent sur le fait que le terme abd (« serviteur ») désigne Mahomet et que le « Sanctuaire sacré » (al-masjid al-haram) est soit la Ka'bah, soit l'ensemble de La Mecque ; mais elles se différencient sur l'interprétation de l'expression masjid al-aqsa (« la Mosquée très éloignée ») et sur la nature du voyage nocturne.
Une version estime que le voyage n'est pas corporel, mais une vision offerte par Dieu au Prophète ; elle se base sur le verset 62 de la sourate 17, « Le voyage nocturne ». Il semble que, aux premiers temps, le thème de l'ascension était considéré comme un thème impossible, selon la sourate « Le Bétail », 6, verset 35.
Une autre version estime que le voyage a été effectué corporellement vers un espace céleste, que désignerait le terme « la mosquée la plus lointaine » (al-masjid al-aqsa). Le voyage aurait donc été synonyme d'une « Ascension » de Mahomet. Cette version a été rapidement[Quand ?] abandonnée après le VIIIe siècle[source insuffisante].
Dans un texte remontant au milieu du VIIIe siècle déjà, Ibn Ishaq rapproche al-masjid al-aqsa et Jérusalem, et affirme que Mahomet était monté au ciel depuis cette ville ; il est possible toutefois que des traditions ait existé antérieurement, mais qu'elles soient restées orales[réf. nécessaire]. Cette interprétation a connu un renouveau dans les traditions musulmanes au début du XXe siècle. 
La date à laquelle a été entérinée la liaison entre la mention coranique et la ville réelle, puis l'esplanade du Temple, reste toutefois sujette à débats. Il est possible qu'elle ait été réalisée dès le règne d'Abd al-Malik (685-705), comme tendait à le montrer la sacralisation de l'espace de l'ancien Temple juif par la construction du dôme du Rocher. Elle s'expliquerait alors par des raisons politiques autant que religieuse, les Omeyyades ayant alors cherché à augmenter le prestige de leurs territoires syriens aux dépens de La Mecque, tenue par leur rival Abd Allah ibn Zubayr. Cette théorie serait confirmée par la symbolique architecturale du dôme, par le fait qu'à la même période est fixée la date du 27 rajab. Toutefois, l'absence du verset XVII, 1 dans les inscriptions du dôme du Rocher, et le fait que les sources rapportant la volonté des Omeyyades de détourner le pèlerinage soient partisanes, entraînent Oleg Grabar à nuancer cette datation, d'autant que l'édification du dôme a lieu au moment de la défaite d'Ibn Zubayr. L'identification du point de départ de Mahomet au Rocher sur lequel est construit le dôme apparaît dans le sources au Xe siècle seulement, avec le développement de la littérature liée au miraj, et se renforce après la première domination croisée sur Jérusalem (1099-1187).

### Textes
- Coran, sourate 17 (al-isrâ' - le voyage nocturne ) et sourate 53 (an-Najm - L’Étoile) :7-18.
- Abu Huraira (599-676), Récit du mi'râj (hâdith) : trad. partielle Étienne Renaud, apud Claude Kappler, Apocalypses et voyages dans l'au-delà, Cerf, 1987, p. 273-288.
- Abû Ja'far Mohammed al-Tabarî (839-923), Jâmi' al-bayân fî tafsîr al-Qurân. Recueil des explications pour l'exégèse du Coran (896). Trad. abrégée en anglais : The Commentary on the Qur'an, by Abu Ja'far Muhammad b. Jarir al-Tabari, being an abridged translation, Oxford University Press, 1987.
- Abu l-Futuh al-Razi (1078-1157 ou 1161), Rawdh al-djinân wa rawh al-djanân fî tafsîr al-Qurân. La fraîcheur du Paradis et le soulagement de la nuit en l'éclaircissement du Coran (1116), trad. partielle du persan apud Claude Kappler (dir.), Apocalypses et voyages dans l'au-delà, Cerf, 1987, p. 301-318.
- Mir Haydar, Mirâj Nâmeh (1437), trad. du ouïghoure Abel Pavet de Courteille, Leroux, 1882, XXXI-72-95 p. Récit, 58 miniatures, 72 notices.
- Le livre de l'échelle de Mahomet. Liber Scale Machometi, texte latin et trad. fr., Paris, Le Livre de poche, coll. « Lettres gothiques », 1991, 384 p. (Ce texte a d'abord été traduit de l'arabe en castillan sous Alphonse X de Castille, puis du castillan en latin et en français par Bonaventure de Sienne vers 1260.)

### Études
- Encyclopédie de l'Islam, art. « Isrâ » (vol. II, 1924, p. 589-590); art. « Mi'râdj » (vol. III, 1932, p. 574-577).
- Geo Widengren, Muhammad. The Apostle of God, and his Ascension, Uppsala-Wiesbaden, 1955, 253 p.
- Jamal E. Bencheikh, Le voyage nocturne et l'ascension de Mahomet, Paris, Imprimerie Nationale, 2002, 300 p.
- Ibn Hajar et En-Nu'mâni, Le voyage nocturne et l'ascension céleste du Prophète Mohamed, El Bab Éditions, 2016, 180 p.